# Musée d'Art et d'Archéologie (Cluny)

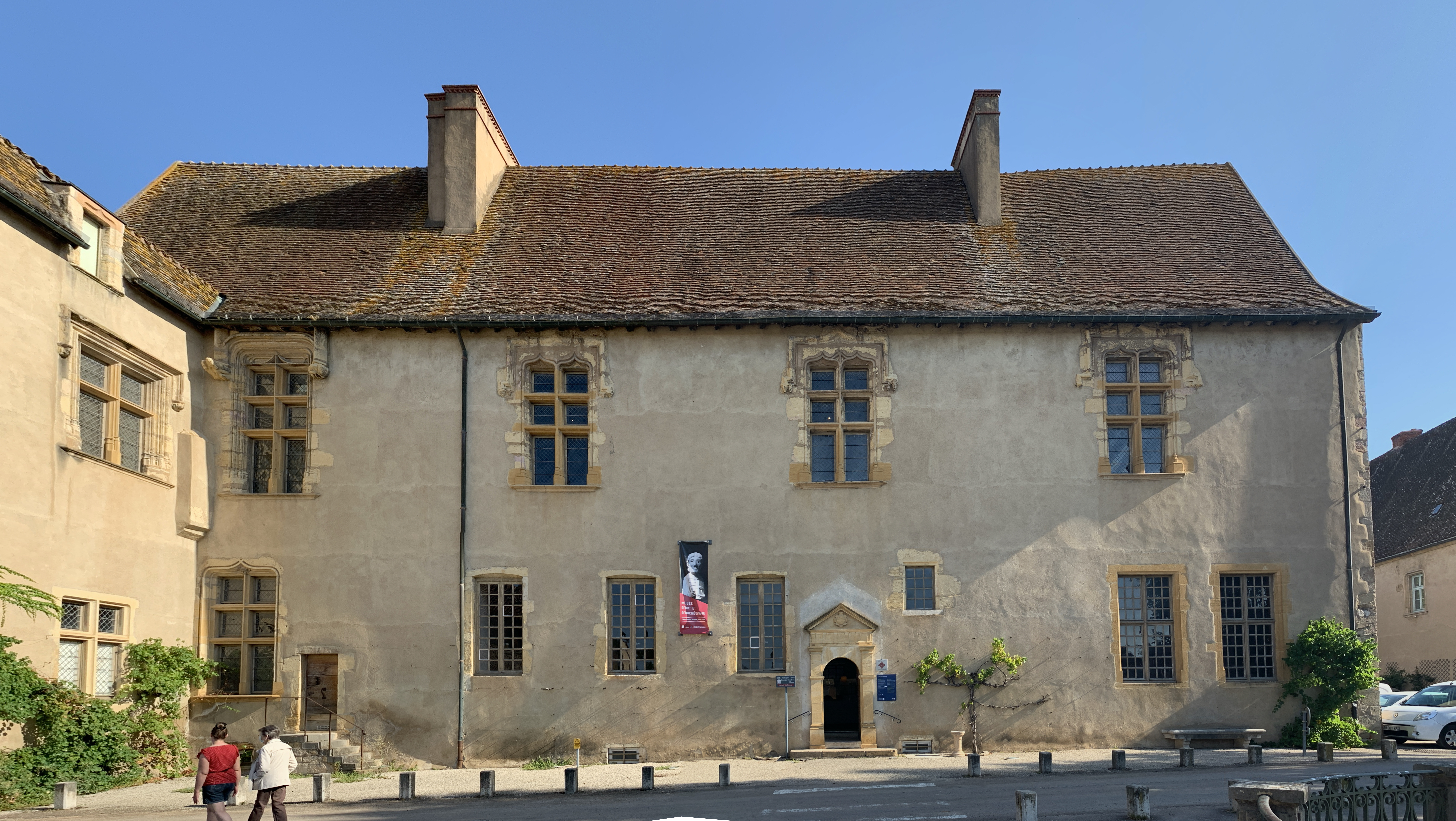
Musée d'Art et d'Archéologie de Cluny

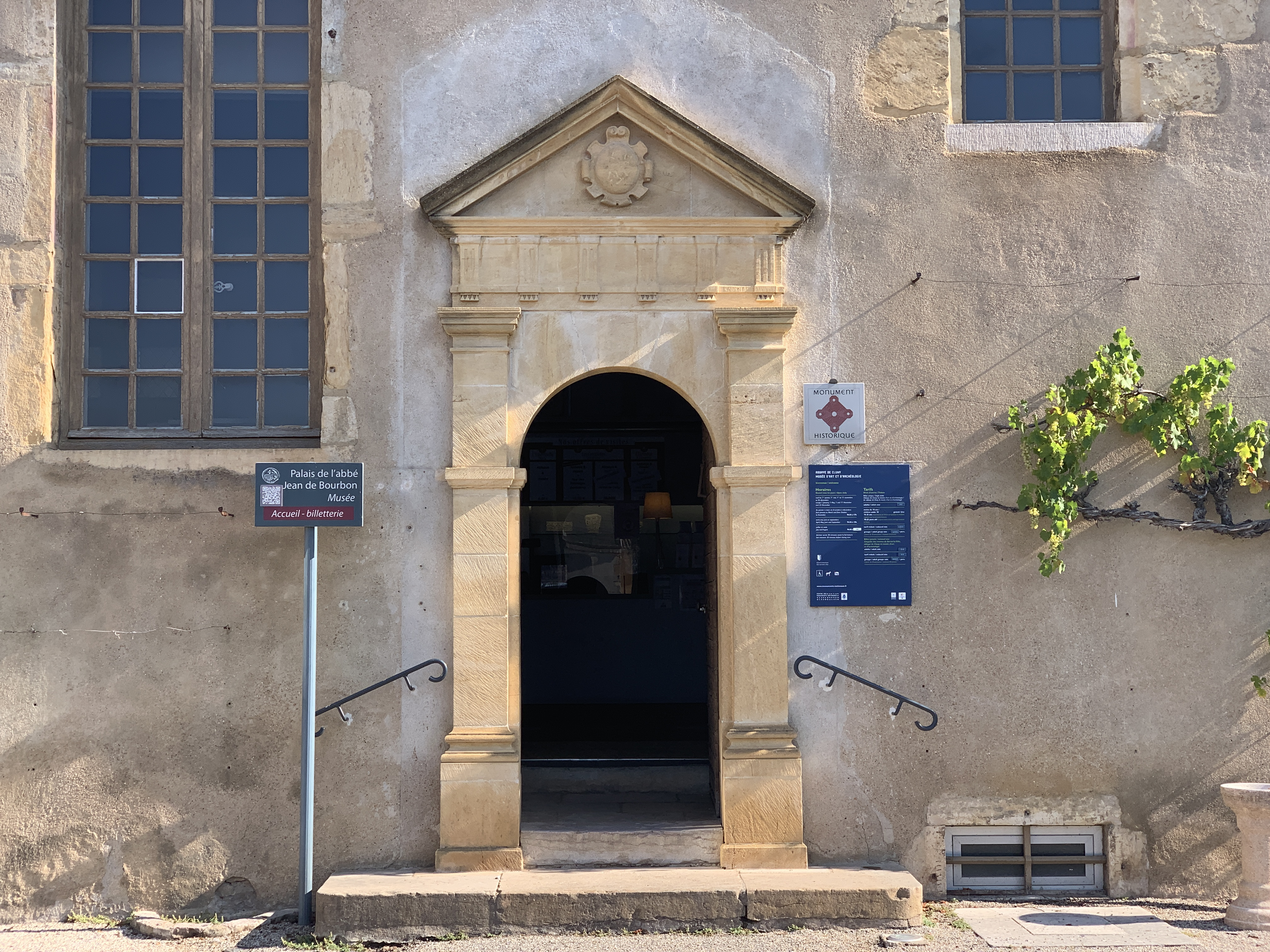
Entrée du musée.

Le musée d'Art et d'Archéologie de Cluny en Saône-et-Loire, anciennement musée Ochier, est installé dans le palais abbatial Jean de Bourbon, construit dans la seconde moitié du XVe siècle.
Ce musée municipal fait l'objet d’un partenariat entre la ville de Cluny et le Centre des monuments nationaux. Le site est jumelé avec l'Abbaye de Cluny.

## Historique
Le palais Jean de Bourbon qui héberge les collections, est devenu bien national à la Révolution, en 1789. Acheté par un particulier, Jean-Baptiste Constance Meunier, le 20 janvier 1797, le palais fait l'objet de travaux avant qu'une partie des bâtiments ne soit revendue à un dénommé Renaud Dumont. C'est un de ses parents, Jean-Baptiste Ochier, qui hérite du palais abbatial au début du XIXe siècle.
Médecin passionné d'archéologie, Jean-Baptiste Ochier, y rassemble les vestiges provenant de l'abbaye de Cluny III démantelée après la Révolution. À son décès, sa femme lègue par acte du 17 août 1864 le palais à la municipalité afin qu’il devienne un musée et une bibliothèque.
Nommé conservateur de ce futur musée, Auguste Pécoul, archiviste paléographe auteur d'une thèse sur l'abbaye de Cluny, enrichit les collections du musée par l’intermédiaire de dons. L’inauguration du musée a lieu le 15 août 1866.
Les collections s'étoffent par les campagnes de fouilles menées sur le site de l'abbaye, dont celles effectuées de 1928 à 1950 par l'archéologue américain Kenneth John Conant, mais aussi au gré des chantiers réalisés dans la ville, ainsi que par des dons de particuliers.
Le musée est resté fermé en raison de travaux de restauration de 1988 à 1992, avant de rouvrir ses portes le 6 juin 1992.

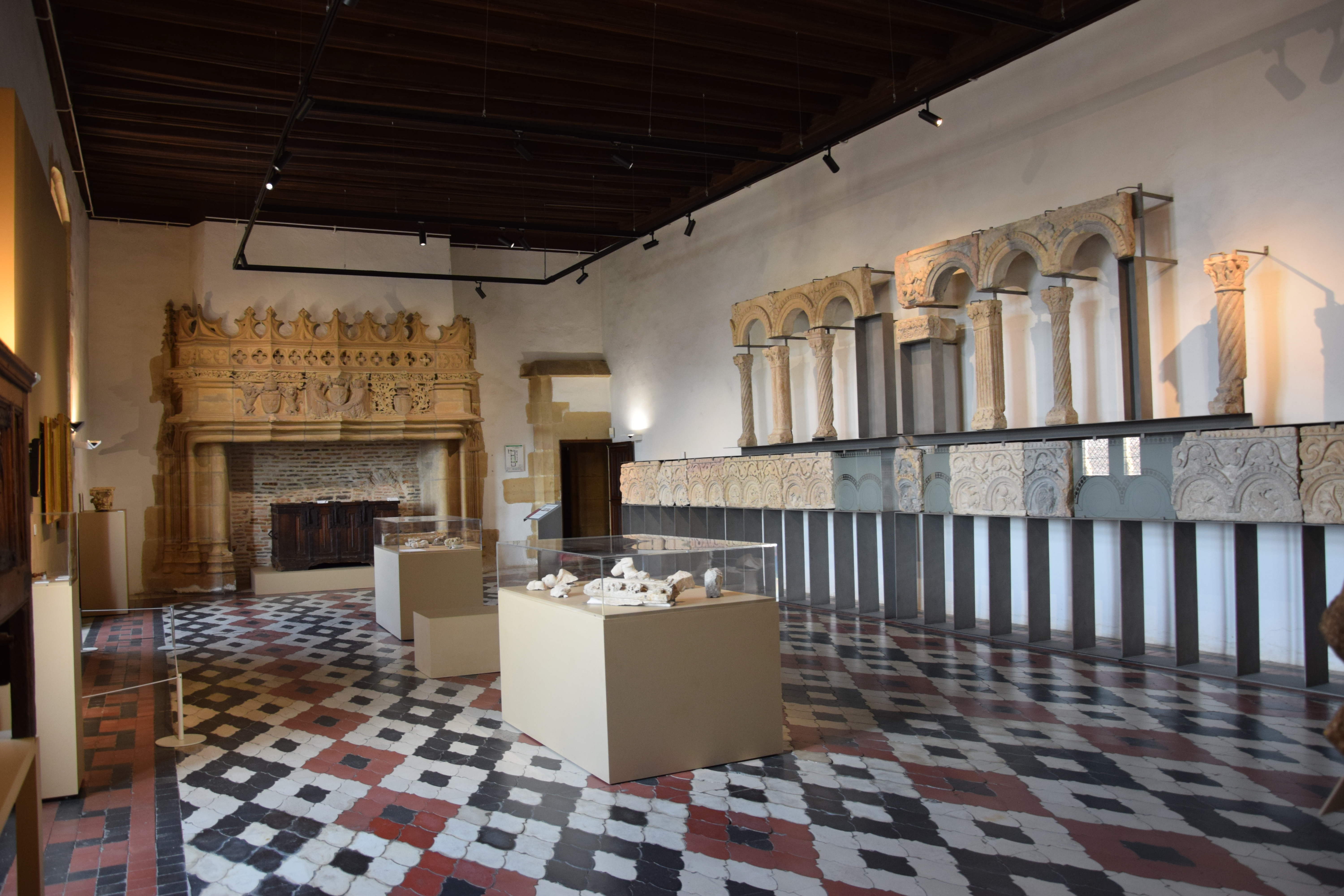
Vue de la grande salle d'exposition.
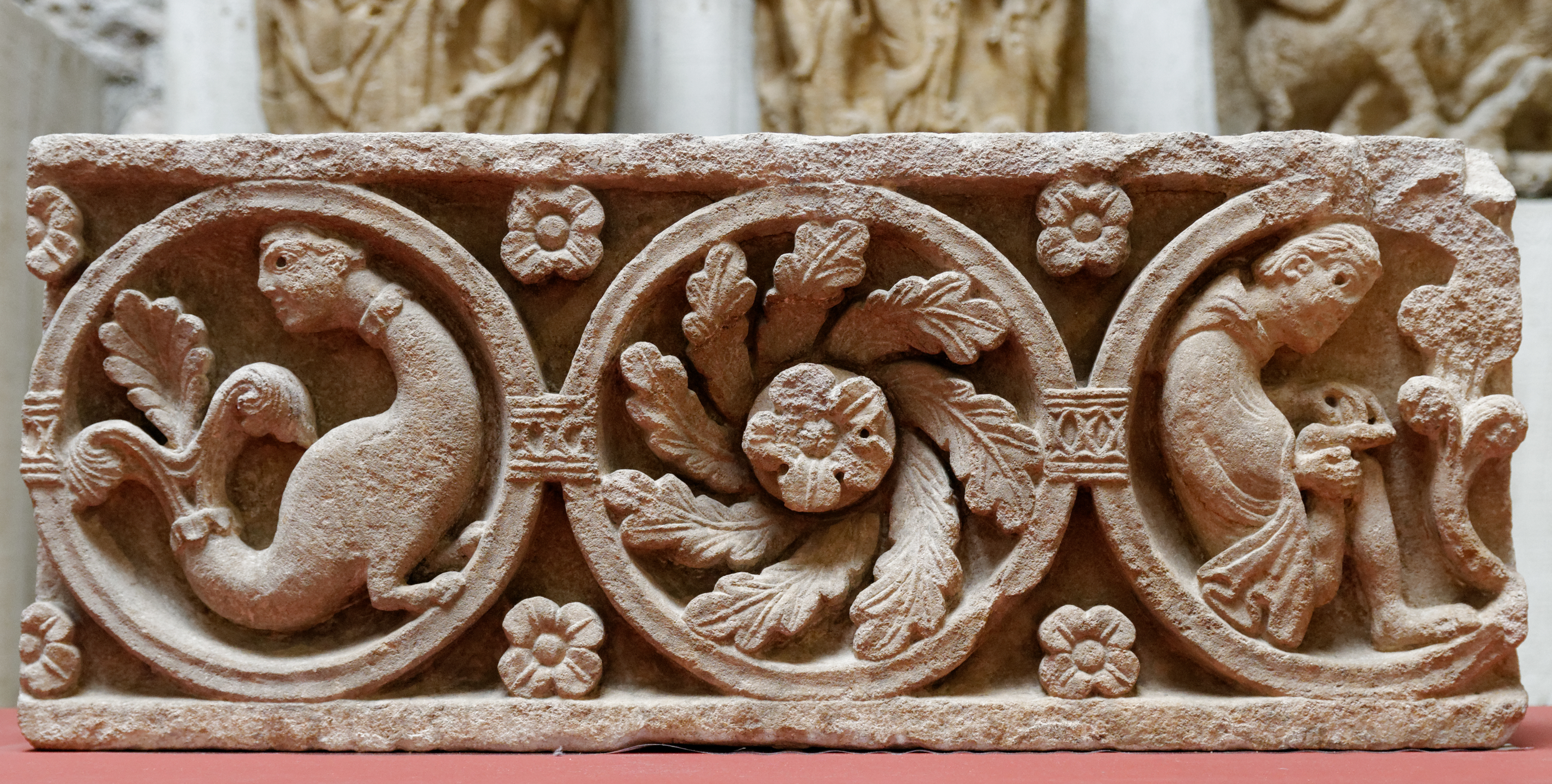
Frise à médaillons.

## Collections
Le musée d'Art et d'Archéologie héberge l'un des plus importants fonds lapidaires romans d'Europe, civils et religieux, issus des fouilles de l'abbaye et des chantiers conduits dans le bourg de Cluny . 
Il comporte aussi une bibliothèque de plus de 4 000 ouvrages, couvrant une période allant du XVe siècle au XIXe siècle. Ces ouvrages proviennent pour une part de l’ancienne abbaye, et constitue l'héritage intellectuel des moines clunisiens.
Le musée présente également une maquette de Cluny III ainsi que la reconstitution partielle du tympan du grand portail du XIle siècle. Les fragments recueillis sont présentés sur une structure métallique, ce qui permet de se faire une idée de ce décor représentatif de l'architecture romane. Un film vient compléter le parcours d'exposition, en proposant plans, reconstitutions et images d'archives au public.

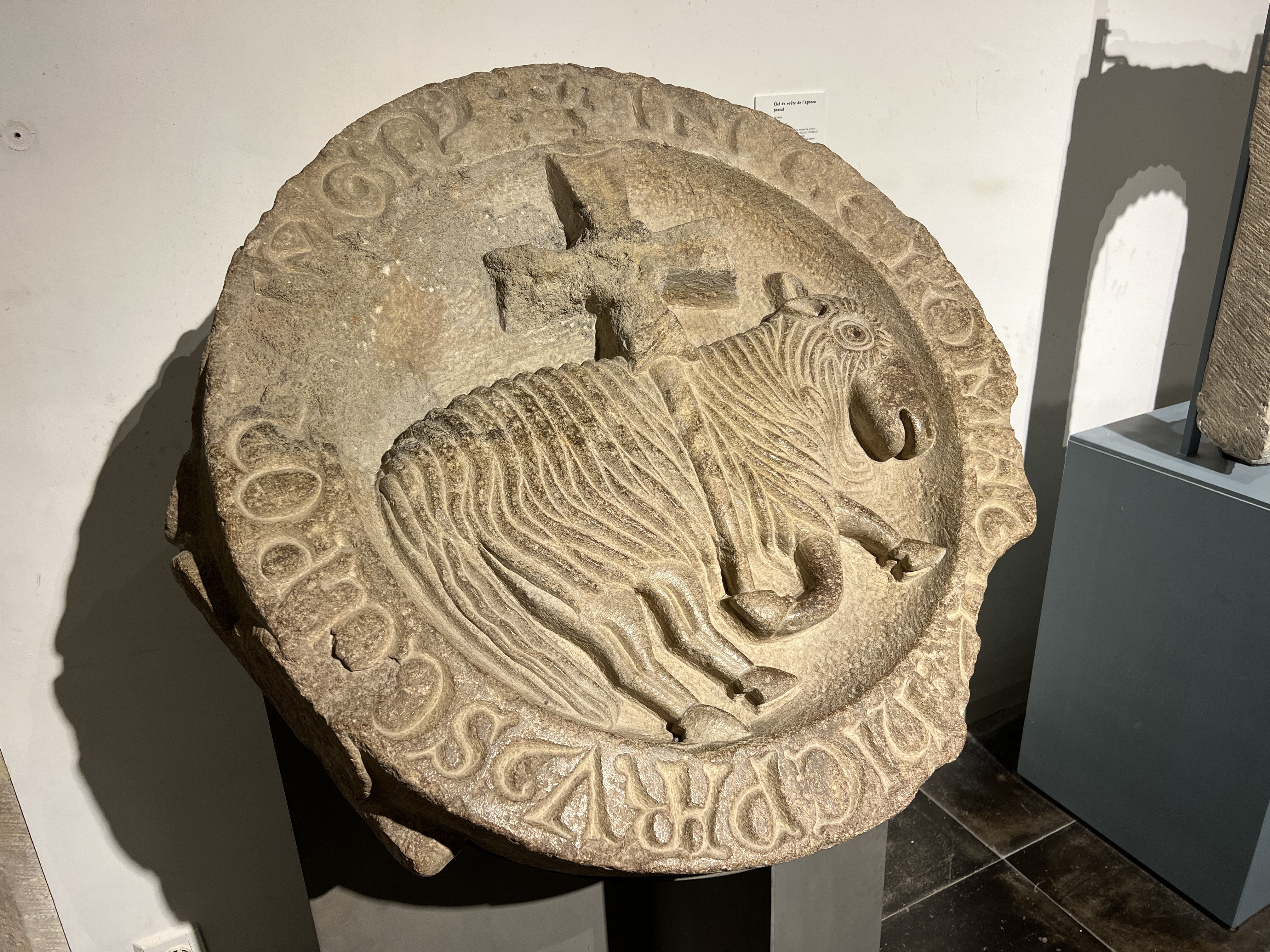
Clé de voûte de l'agneau pascal.
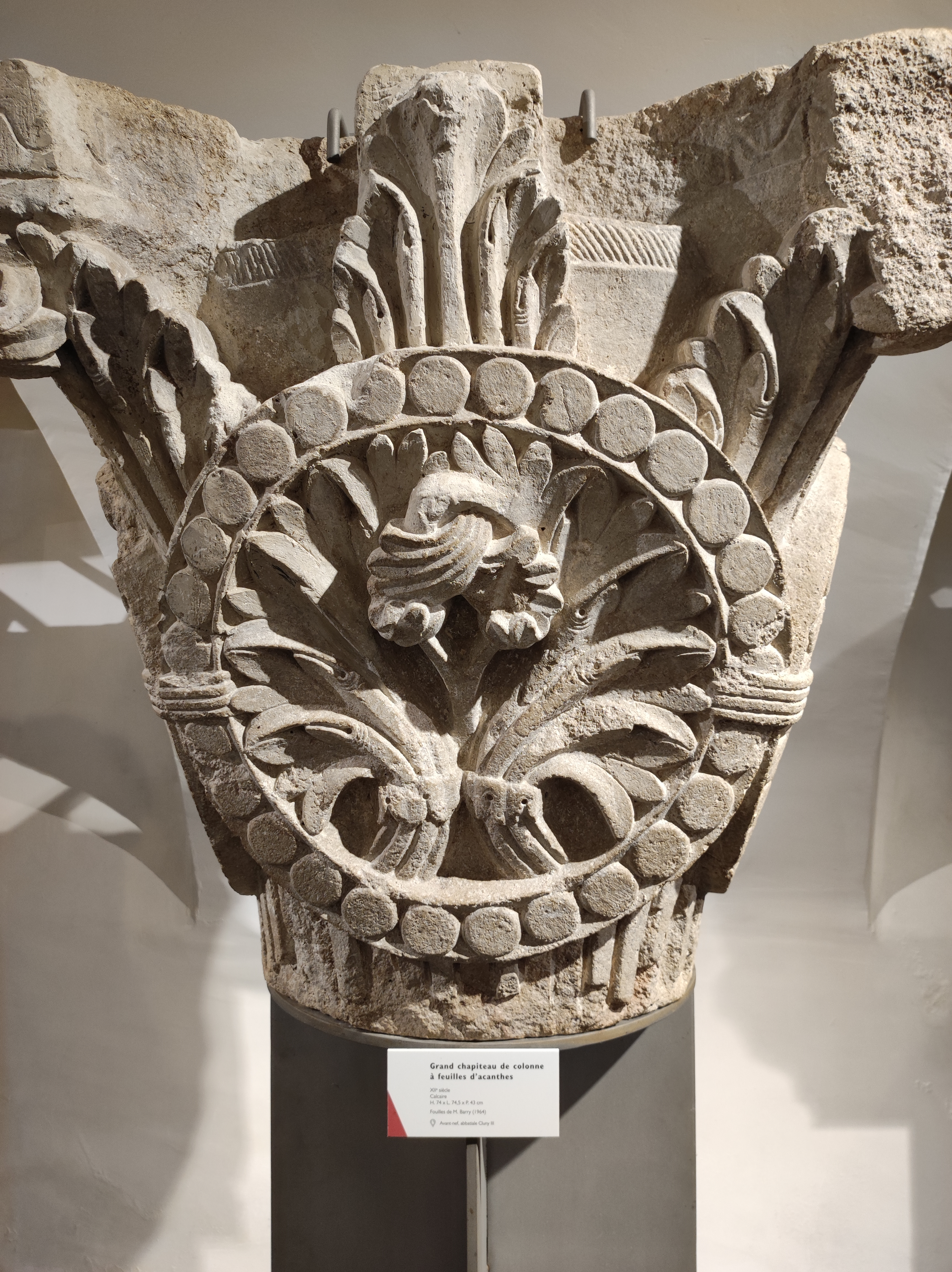
Grand chapiteau de colonne à feuilles d'acanthe. Avant-nef de l'abbatiale. Fouilles Barry, 1964.
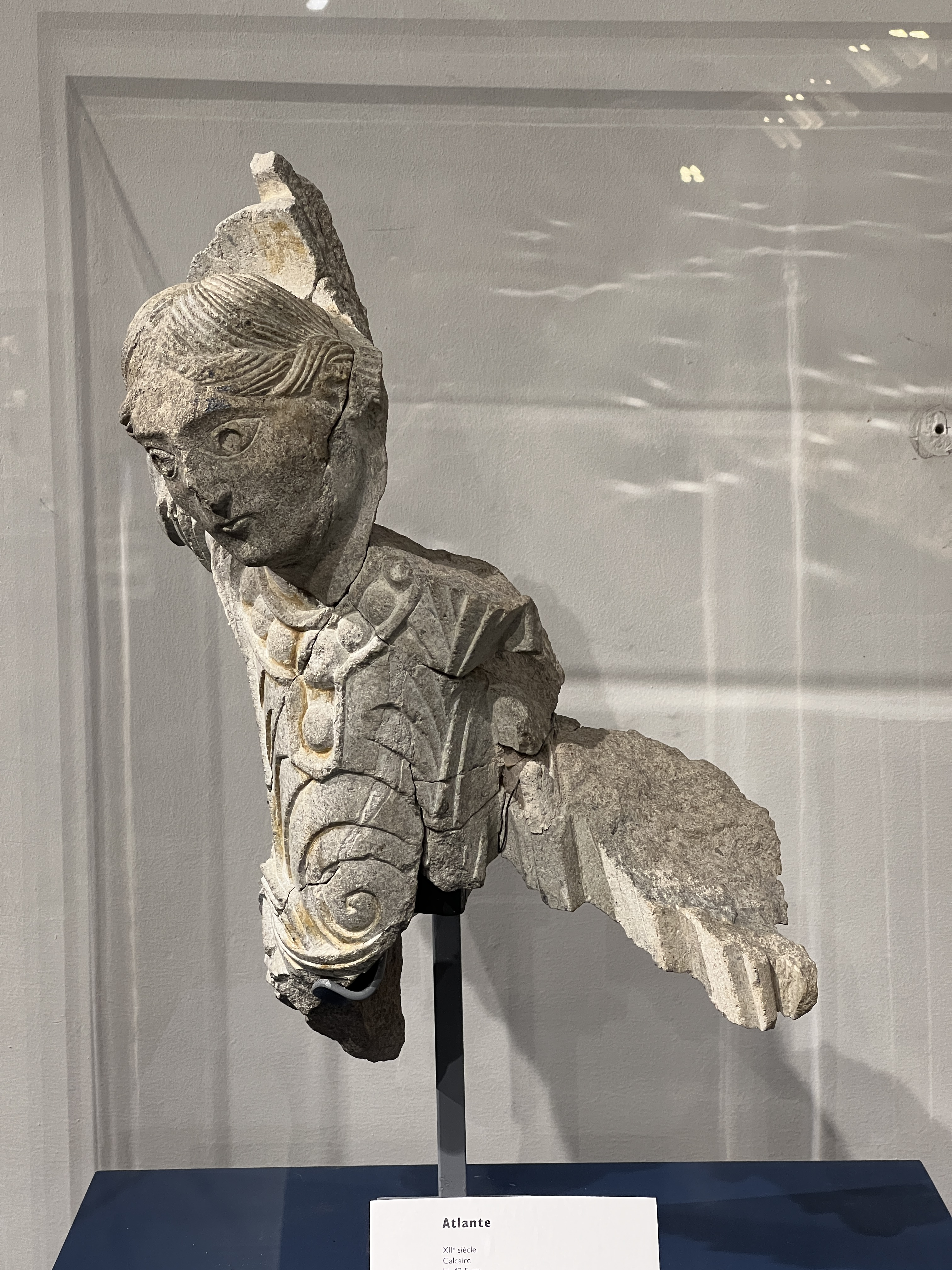
Atlante, XIIe siècle, calcaire.

### Documentation archéologique et fonds d'archives

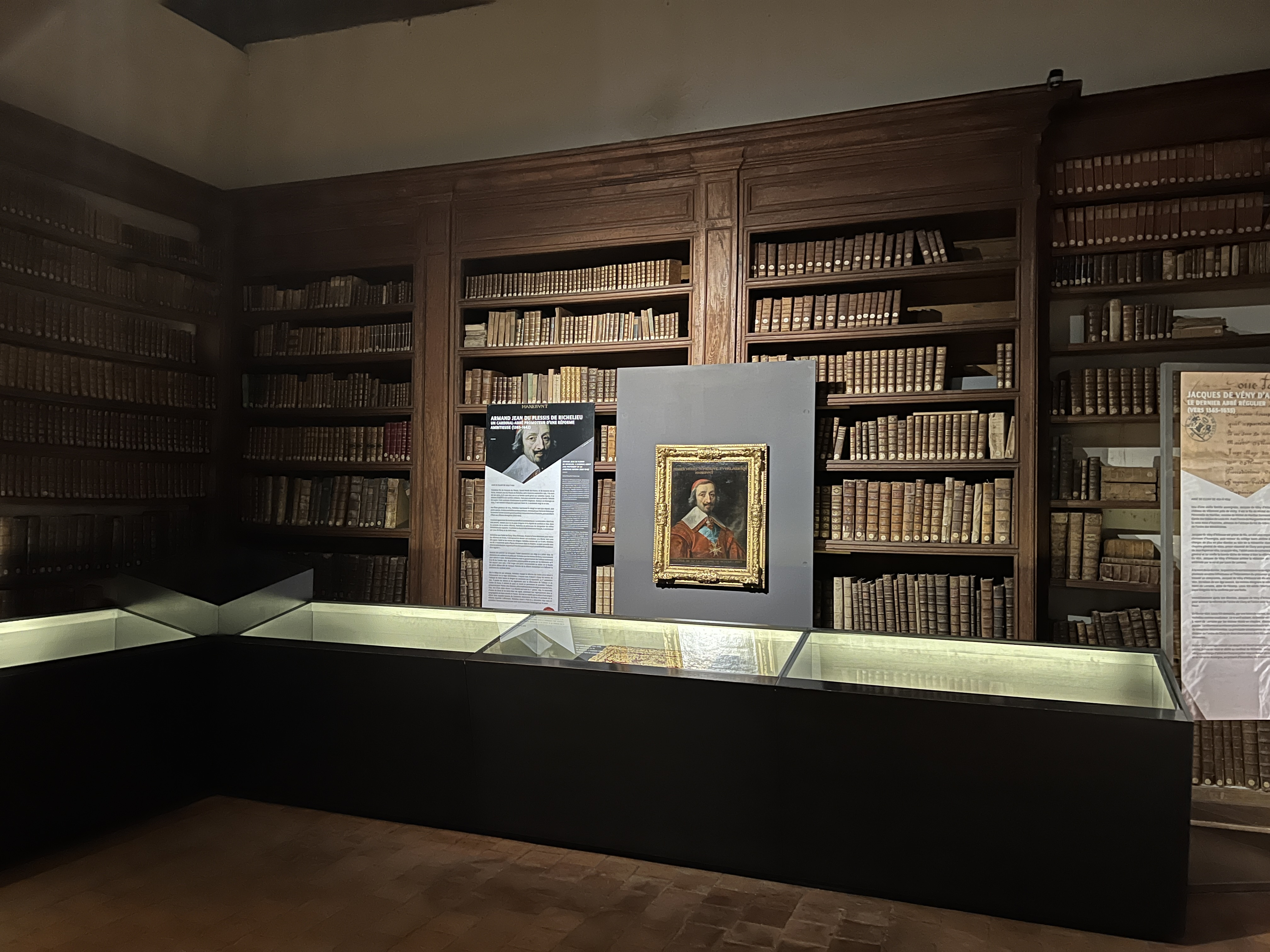
Bibliothèque.

Le musée d'Art et d'Archéologie met à la disposition des chercheurs de la documentation archéologique issue des différents chantiers de fouille conduits sur le site de l'abbaye et dans la ville de Cluny.
Cette documentation est constituée notamment des carnets de fouille, relevés et photographies de l’archéologue américain Kenneth John Conant.
Un fonds d'archives municipales et privées est également conservé par le musée, constitué entre autres de plans et de registres paroissiaux.

Photographies anciennes, par Camille Enlart (1862-1927)
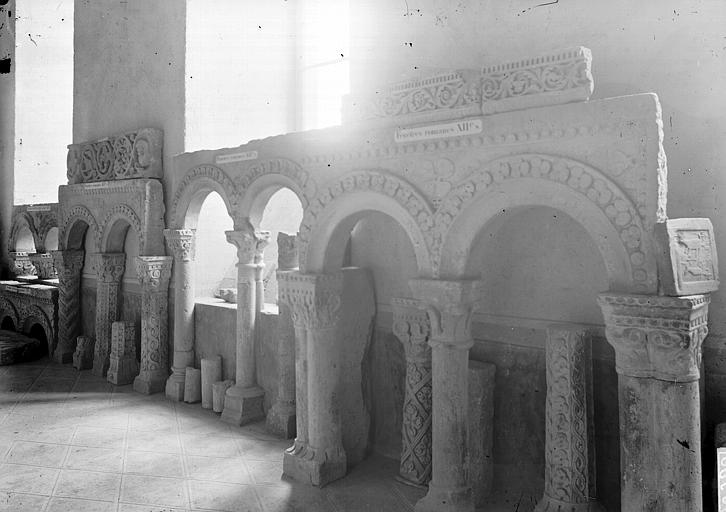
Arches en plein-cintre
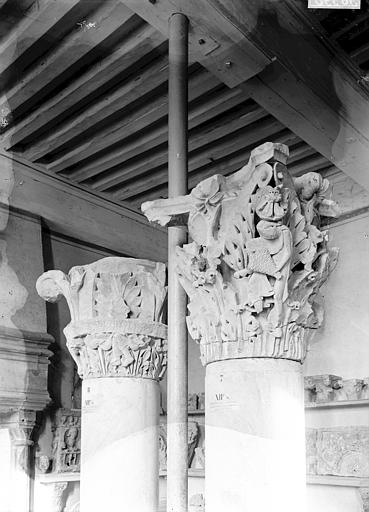
Chapiteaux de colonnes
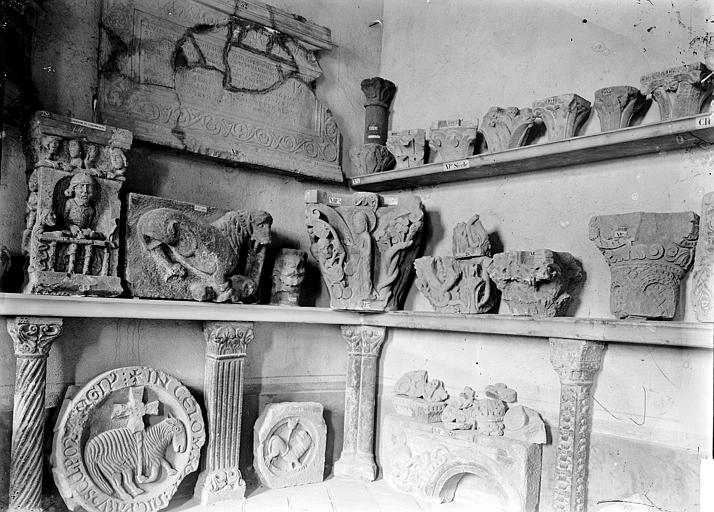
Chapiteaux de colonnes et médaillons
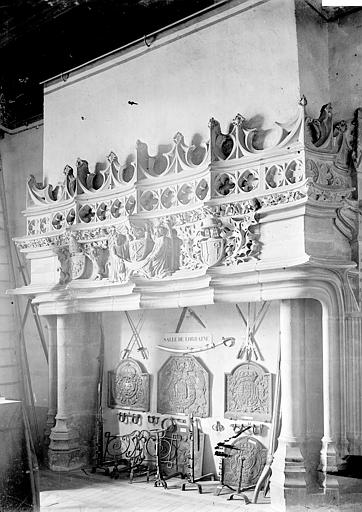
Cheminée monumentale

## Sources externes
- Site des musées de Bourgogne